# Държавно устройство на Демократична република Конго
Демократична република Конго е полупрезидентска република.

## Законодателна власт
Законодателният орган в Демократична република Конго е двукамарен парламент. Горната камара на парламента има 120 места, а долната камара – 500 места.